# Тиббит, Пол
Пол Ти́ббит (англ. Paul Tibbitt; род. 13 мая 1968, Лос-Анджелес, Калифорния, США) — американский аниматор, сценарист, продюсер, художник раскадровки, режиссёр. Наиболее известен по работе над мультсериалом «Губка Боб Квадратные Штаны».

## Биография и карьера
Окончил Калифорнийский институт искусств, где учился на программе «Анимация персонажей».
В ходе работы над мультсериалом «Губка Боб Квадратные Штаны» Стивен Хилленберг покинул проект после выхода первого фильма, после  чего Тиббитт занял его должность шоураннера, а также взял на себя озвучивание попугая Потти (которого озвучивал Хилленберг).
После выхода второго фильма про Губку Боба Тиббит ушёл со своей должности шоураннера, которую заняли Винсент Уоллер и Марк Чеккарелли в 2015 году, а также было объявлено, что он покидает мультсериал после завершения производства девятого сезона. Тем не менее, в августе 2015 года было известно, что Тиббитт вместе с Кайлом Маккалохом начинал создание нового фильма — «Губка Боб в бегах», но вскоре его должность режиссёра и сценариста фильма перешла к Тиму Хиллу, бывшему сценаристу Губки Боба, а сам Пол ушёл работать в «DreamWorks Animation».

## Фильмография

### Телевидение
| Годы      | Название                          | Роль                                                             | Примечания |
| --------- | --------------------------------- | ---------------------------------------------------------------- | --- |
| 1997      | Ночные кошмарики                  | —                                                                | Сценарист Художник раскадровки Проп-дизайнер |
| 1997      | Переменка                         | —                                                                | Художник раскадровки |
| 1997      | 101 далматинец                    | —                                                                | Художник раскадровки |
| 1998—1999 | Котопёс                           | —                                                                | Дизайнер персонажей |
| 1999—2017 | Губка Боб Квадратные Штаны        | Попугай Потти (2007—2012; озвучка) Дополнительные роли (озвучка) | Сценарист (1999—2012) Художник раскадровки (1999—2004) Режиссёр (1999—2007) Автор песен (1999—2009) Шоураннер (2005—2015) Продюсер (2005—2015) Исполнительный сопродюсер (2006—2008) Исполнительный продюсер (2008—2017) |
| 2002—2003 | Что случилось с… Роботом Джонсом? | —                                                                | Сценарист Художник раскадровки Анимационный оформитель |
| 2006      | Гриффины                          | —                                                                | Художник раскадровки |
| 2020      | Могучие                           | —                                                                | Продюсер-консультант |

### Фильмы
| Годы | Название                   | Роль                | Примечания                                 |
| ---- | -------------------------- | ------------------- | ------------------------------------------ |
| 1997 | Loose Tooth                | —                   | Анимационный разработчик                   |
| 1999 | Herd                       | Второстепенная роль | Сценарист                                  |
| 2004 | Губка Боб Квадратные Штаны | —                   | Сценарист Художник раскадровки Автор песен |
| 2007 | Diggs Tailwagger           | —                   | Дополнительный сценарист                   |
| 2009 | Вся правда о Губке Бобе    | Играет самого себя  | Документальный ТВ-Фильм                    |
| 2015 | Губка Боб в 3D             | Кайл (озвучка)      | Режиссёр Сценарист Продюсер                |
| 2016 | Тролли                     | —                   | Креативный консультант                     |